# Ani couni chaouani
Ani couni chaouani (en arapaho : Ani’qu ne’chawu’nani’) est une prière traditionnelle commune à la plupart des autochtones d'Amérique du Nord.

## Description
Même si cette prière se retrouve chez la plupart des autochtones, on croyait que celle-ci venait de la nation iroquoise. Toutefois un chercheur associé à Radio-Canada a découvert en 2017 que l'hymne provenait du centre des États-Unis, plus précisément de la tribu Arapahos du Colorado et du Wyoming.
Les études anthropologiques ont pu rétablir la corrélation entre le principe des partages entre populations nomades sur le territoire, ainsi que la transmission pacifique par la langue des signes autochtones qui existait déjà bien avant celle que nous avons conçue.[pas clair]
Bien que cette mélodie soit souvent considérée comme une berceuse, c’est en fait un chant de lamentation venant d’une cérémonie de Danse des Esprits. Elle était chantée sur une tonalité plaintive, parfois avec des larmes sur les joues des danseurs pensant à leur présent misérable et à leur condition de dépendance, et peut être considérée comme l'équivalent autochtone du Notre Père.

## Paroles
| Original | Phonétique | Traduction |
| --- | --- | --- |
| Ani’qu ne’chawu’nani’, Ani’qu ne’chawu’nani’; Awa’wa biqāna’kaye’na, Awa’wa biqāna’kaye’na; Iyahu’h ni’bithi’ti, Iyahu’h ni’bithi’ti. | Ani couni chaounani, Ani couni chaounani; Awawa bikana caïna, Awawa bikana caïna; éiaouni bissinni, éiaouni bissinni. | Père, aie pitié de moi, Père, aie pitié de moi ; Car je meurs de soif, Car je meurs de soif ; Tout a disparu - je n'ai rien à manger, Tout a disparu - je n'ai rien à manger. |

## Musique
Dans Fourteenth annual report of the Bureau of ethnology to the secretary of the Smithsonian institution (1896), la musique est retranscrite comme suit :

## Interprètes et reprises
La chanson Ani couni chaouani a notamment été interprétée par la chanteuse québécoise Madeleine Chartrand en 1973.
La mélodie a été reprise pour la chanson Ani Kuni chantée par Rika Zaraï, parue en 1973 en face B de son 45 tours C'est ça la France.
La mélodie Ani kuni a été reprise par Caroline Perron alias Oota Dabun dans une vidéo disponible sur YouTube en 2011.
La mélodie et les paroles ont été reprises par le groupe Polo & Pan dans leur titre Ani kuni paru en 2021 (no 10 en France),.